# Скунць Петро Миколайович

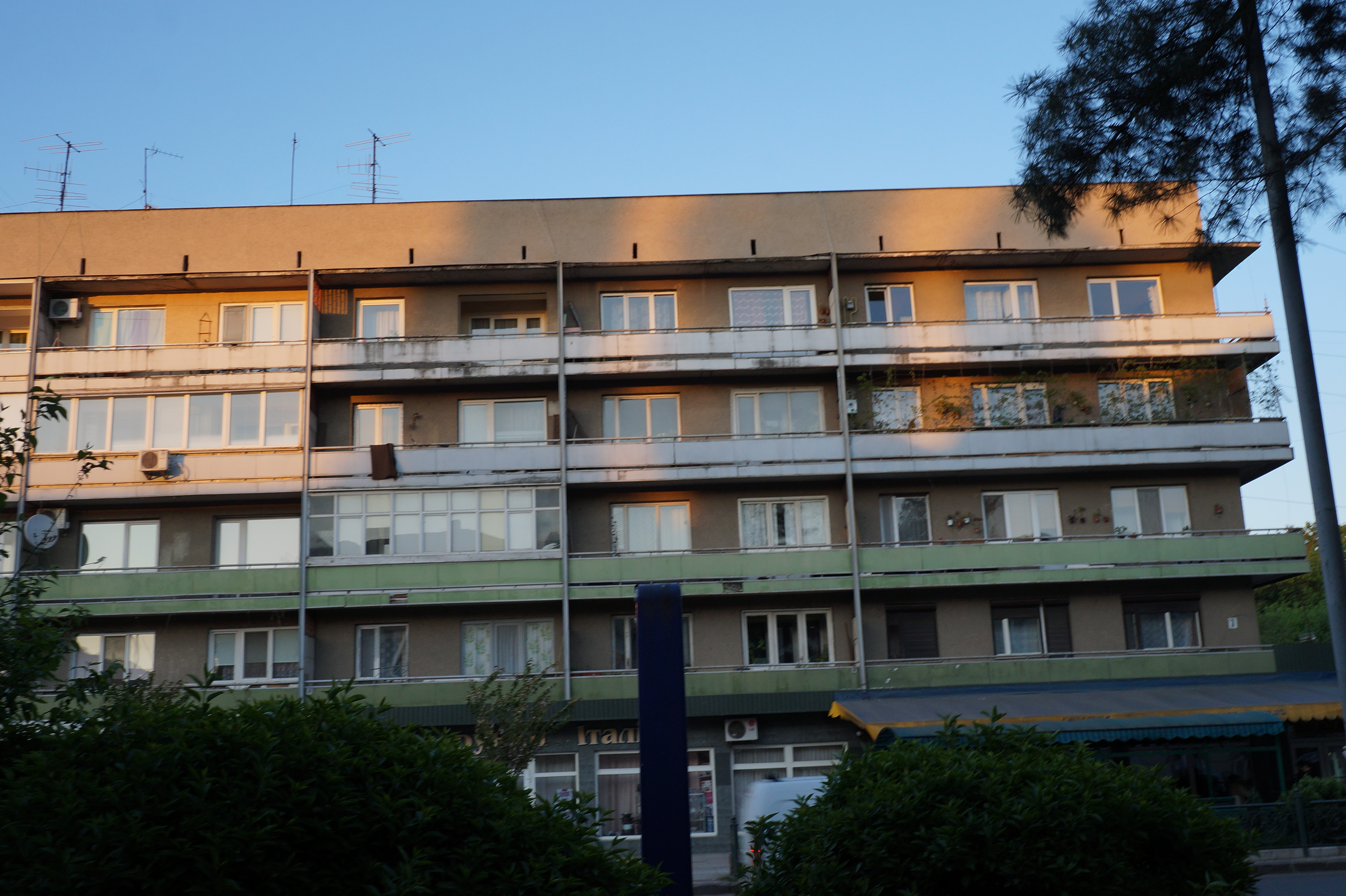
Будинок, в якому жив П.М. Скунць, Ужгород, пр-т Свободи, 3

Петро́ Микола́йович Скунць (20 травня 1942, Міжгір'я — 30 квітня 2007, Ужгород) — український поет, публіцист, громадський діяч, фольклорист, краєзнавець, член Національної спілки письменників України з 1962 року. Лауреат Національної премії імені Тараса Шевченка (1997).

## Життєпис
Народився 20 травня 1942 року в селищі Воловому (нині Міжгір'я) на Закарпатті. 
У 1963 році закінчив Ужгородський університет.  
Працював в обласній молодіжній газеті. Був редактором Закарпатського обласного видавництва «Карпати».  
Редактор газети «Карпатська Україна». 
Перший голова Закарпатської крайової організації Народного Руху України (27.09.1989-12.02.1991).
Помер 30 квітня 2007 року в Ужгороді. Похований на цвинтарі Кальварія.

## Твори
- Збірки поезій:
  - «Сонце в росі» (1961);
  - «Верховинська пісня» (1962);
  - «Полюси землі» (1964)[1];
  - «Погляд» («Розп'яття») (1967);
  - Поема «На границі епох» (1968)[2].
  - «Всесвіт, гори і я» (1970);
  - «Розп'яття» (1971).
  - «Розрив-трава» (1979)[3];
  - «Сейсмічна зона» (1983)[4];
  - «Над моей непогодой» (1989);
  - «Спитай себе» (1992);
  - «Коли я був на світі Травнем» (2000);
  - «Один» (2000);
  - «Нічні портрети» (2003).
- Твори. Книга 1 (2007)
- Твори. Книга 2 (2008)
- Твори. Книга 3 (2009)
- Твори. Книга 4 (2011)
- «Моя азбука» (2012).

## Фольклористичні видання
- Добридень, сусіде! Сміховинки / Упоряд. П.Скунць. — Ужгород: Карпати, 1971. — 350 с.
- Легенди нашого краю / Редактор - упорядник П. М. Скунць. — Ужгород: Карпати, 1972. — 216 с.

## Краєзнавчі видання
- Ужгород. Фотоальбом (на русском и словацком языках) / Фотографии - Дедов В.П. и др. Автор текста - Скунц П.Н. — Киев: Мистецтво, 1981. — 95 с.
- Комендар В.І., Скунць П.М., Гнатюк М.Ю. Зелені перлині Карпат.  — Ужгород: Карпати, 1985. — 88 с. (Серія «Берегти природу, берегти життя»)

## Відзнаки
- Почесний громадянин смт Міжгір'я та міста Ужгорода.[5]
- Обласна премія імені Дмитра Вакарова.
- 1997 — Національна премія України імені Тараса Шевченка за збірку поезій «Спитай себе».

## Вшанування пам'яті
У містах Виноградів, Тячів, Ужгород, селищі Міжгірʼя та селі Терново є вулиця Петра Скунця.
У 2016 році Ужгородська міська рада заснувала міську премію імені Петра Скунця в галузі літератури і краєзнавства.
У 2023 році Закарпатська обласна універсальна наукова бібліотека ім. Ф. Потушняка видала збірник спогадів, статей, бібліографічних джерел "Петро Скунць у колі сучасників"